# Municipio de Jackson (condado de Poweshiek)
El municipio de Jackson (en inglés: Jackson Township) es un municipio ubicado en el condado de Poweshiek en el estado estadounidense de Iowa. En el año 2010 tenía una población de 1838 habitantes y una densidad poblacional de 14 personas por km².

## Geografía
El municipio de Jackson se encuentra ubicado en las coordenadas 41°33′34″N 92°28′57″O / 41.55944, -92.48250. Según la Oficina del Censo de los Estados Unidos, el municipio tiene una superficie total de 131.33 km², de la cual 130,92 km² corresponden a tierra firme y (0,31 %) 0,41 km² es agua.

## Demografía
Según el censo de 2010, había 1838 personas residiendo en el municipio de Jackson. La densidad de población era de 14 hab./km². De los 1838 habitantes, el municipio de Jackson estaba compuesto por el 98,31 % blancos, el 0,38 % eran afroamericanos, el 0,33 % eran amerindios, el 0,05 % eran asiáticos, el 0,22 % eran de otras razas y el 0,71 % eran de una mezcla de razas. Del total de la población el 1,14 % eran hispanos o latinos de cualquier raza.